# Embelia viridiflora
Embelia viridiflora là một loài thực vật có hoa trong họ Anh thảo. Loài này được (A.DC.) Scheff. mô tả khoa học đầu tiên năm 1867.